# Pierre Nourry (ingénieur)
Pour les articles homonymes, voir Pierre Nourry et Nourry.
 (avril 2024).
La mise en forme du texte ne suit pas les recommandations de Wikipédia : il faut le « wikifier ».
Les points d'amélioration suivants sont les cas les plus fréquents :
- Les titres sont pré-formatés par le logiciel. Ils ne sont ni en capitales, ni en gras.
- Le texte ne doit pas être écrit en capitales (les noms de famille non plus), ni en gras, ni en italique, ni en « petit »…
- Le gras n'est utilisé que pour surligner le titre de l'article dans l'introduction, une seule fois.
- L'italique est rarement utilisé : mots en langue étrangère, titres d'œuvres, noms de bateaux, etc.
- Les citations ne sont pas en italique mais en corps de texte normal. Elles sont entourées par des guillemets français : « et ».
- Les listes à puces sont à éviter, des paragraphes rédigés étant largement préférés. Les tableaux sont à réserver à la présentation de données structurées (résultats, etc.).
- Les appels de note de bas de page (petits chiffres en exposant, introduits par l'outil «  Source ») sont à placer entre la fin de phrase et le point final[comme ça].
- Les liens internes (vers d'autres articles de Wikipédia) sont à choisir avec parcimonie. Créez des liens vers des articles approfondissant le sujet. Les termes génériques sans rapport avec le sujet sont à éviter, ainsi que les répétitions de liens vers un même terme.
- Les liens externes sont à placer uniquement dans une section « Liens externes », à la fin de l'article. Ces liens sont à choisir avec parcimonie suivant les règles définies. Si un lien sert de source à l'article, son insertion dans le texte est à faire par les notes de bas de page.
- La présentation des références doit suivre les conventions bibliographiques. Il est recommandé d'utiliser les modèles {{Ouvrage}}, {{Chapitre}}, {{Article}}, {{Lien web}} et/ou {{Bibliographie}}. Le mode d'édition visuel peut mettre en forme automatiquement les références.
- Insérer une infobox (cadre d'informations à droite) n'est pas obligatoire pour parachever la mise en page.

Pour une aide détaillée, merci de consulter Aide:Wikification.
Si vous pensez que ces points ont été résolus, vous pouvez retirer ce bandeau et améliorer la mise en forme d'un autre article.
Pierre Nourry, né le 2 juin 1912 à Paris et mort le 25 septembre 1991 à Bernay, est un auteur, critique musical, producteur et ingénieur français.
Il est secrétaire général du Hot Club de France en 1933, directeur de la Société nouvelle du Tramway du Mont-Blanc en 1955.

## Biographie

### Famille et formation

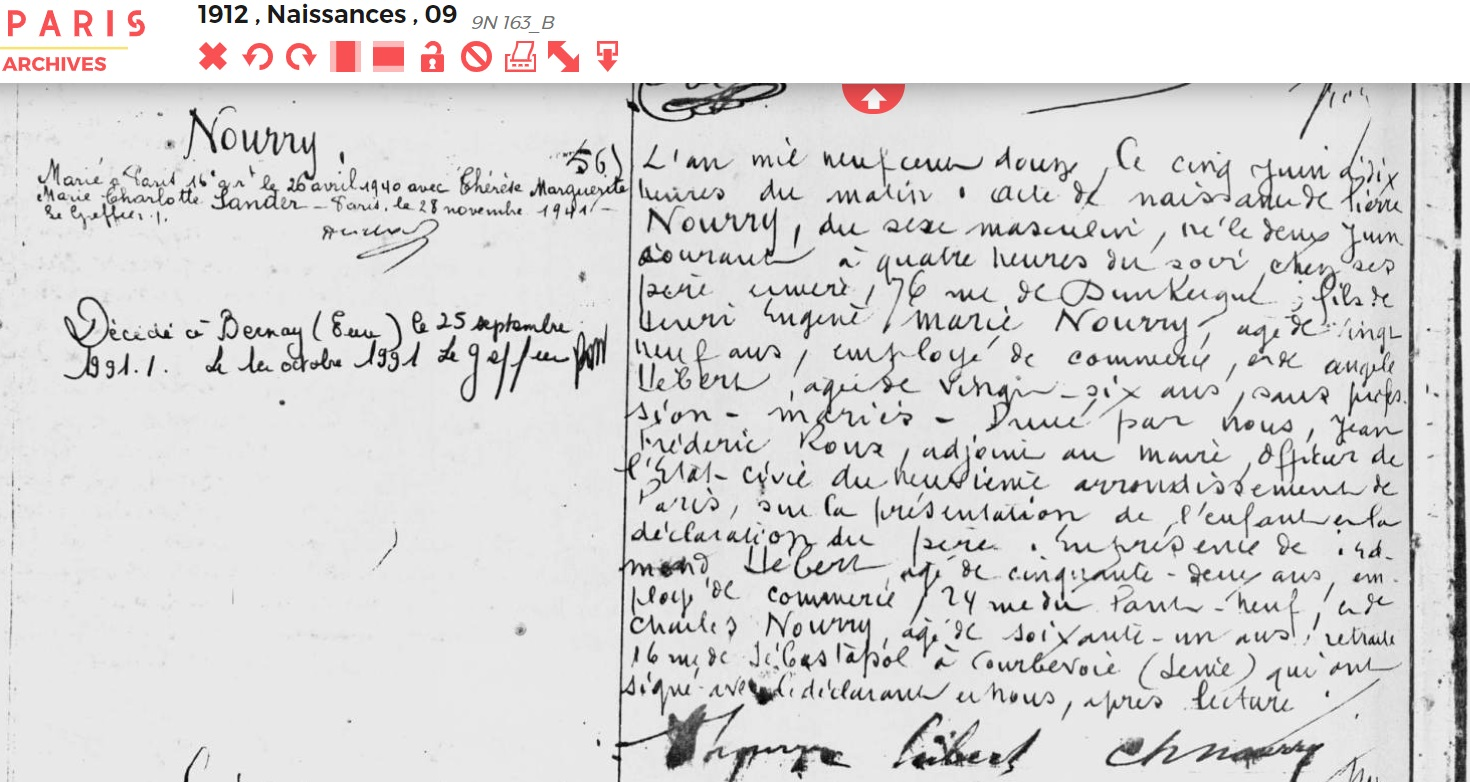
Acte de naissance de Pierre Nourry.

Pierre Nourry naît le 2 juin 1912 dans le 9e arrondissement de Paris du mariage d'Henri Eugène Marie Nourry, employé de commerce à la naissance de son fils, et d'Angèle Hebert, sans profession.
Le 26 avril 1940 à Paris, il épouse Thérèse Marguerite Marie Charlotte Sander (1913-1995). De cette union naissent neuf enfants.
Pierre Nourry poursuit des études supérieures en classe préparatoire aux grandes écoles au lycée Chaptal. Il est ingénieur diplômé (promotion 1936) de l'École centrale de Paris.

### Le Quintette du Hot Club de France
L'enthousiasme pour le jazz prenant de l'ampleur, en 1932 deux étudiants parisiens, Jack Auxenfans et Elwyn Dirats, fondent l'association Hot Club de France qui vise à promouvoir cette musique. Puis les critiques de jazz Pierre Nourry, Jacques Bureau et Hugues Panassié les rejoignent et en deviennent les animateurs. Le Hot Club de France renouvelle son équipe en 1933 lorsque ses deux fondateurs se retirent du conseil d’administration ; Hugues Panassié en devient président et Pierre Nourry prend le rôle de secrétaire général à tout juste 20 ans. L’appartement de Pierre Nourry situé 15, rue du Conservatoire dans le 9e arrondissement de Paris devient le siège officiel du Club.
En 1934, Pierre Nourry découvre le guitariste Django Reinhardt à l’hôtel Claridge. Après l'avoir entendu jouer, il va trouver le prodige dans sa roulotte à Saint-Ouen pour remplacer au pied levé des trompettistes qui ne se sont pas rendus à un concert prévu un dimanche matin. A l’heure du concert, Pierre Nourry cherche d'autres vedettes et revint avec les deux frères Reinhardt et quelques autres artistes qui n’avaient pas été prévus pour cette manifestation. Pierre Nourry emmène Django à son premier enregistrement (qu’il finance), et il continuera ensuite à démarcher les maisons de disques pour lui. Après une série de jam sessions informelles à l'hôtel Claridge, les dirigeants du Hot Club de France préconisent la formation d'un groupe permanent composé seulement de musiciens français. L’idée d’une formation dont Django eût été l’âme était déjà dans l’air. Pierre Nourry avait rencontré à ce sujet, Émile Savitry et André Ekyan et s’en était entretenu avec Django qui rêvait de jouer avec un ensemble à cordes.
Pierre Nourry songe aussitôt à enregistrer les interprétations des compositions de Django jouées par ce nouvel orchestre composé de Joseph Reinhardt (guitariste) le frère de Django Reinhardt, Stéphane Grappelli (violon) et Louis Vola (contrebasse), qui sont rejoints par Roger Chaput, troisième guitare. Une audition est accordée par « Odéon », qui accepte d’enregistrer quelques faces d’essai du tout nouvel orchestre de l’association composé uniquement d’instruments à cordes (trois guitares, un violon et une contrebasse). À leur arrivée au studio, les musiciens se mettent à jouer au grand affolement des ingénieurs du son qui demandent discrètement : « Mais qu’est-ce que cette musique que vous jouez ? » Django, ayant entendu cette réflexion, décide de quitter le studio sur le champ. Pierre Nourry le retient. Les premiers enregistrements ne conviennent pas aux dirigeants d'Odéon qui estiment cette musique vraiment trop moderne. Pierre Nourry organise toutefois un premier concert du Quintette le 2 décembre 1934 à la salle de l’École normale de musique,.
En décembre 1934, Pierre Nourry signe un contrat avec la firme Ultra Phone, et quatre titres sont enregistrés et édités pour faire entendre les premières notes d’un jazz d'un nouveau style, le jazz manouche. Les premiers disques du Quintette suscitent l’étonnement et l’admiration des professionnels du milieu jazzistique à travers le monde.
Le père de Pierre Nourry décide de reprendre son appartement et Django Reinhardt retourne habiter dans sa roulotte. Cela n’altère pas l’amitié qui le lie à Pierre Nourry. La jeune génération des Charles Delaunay, Hugues Panassié ou Pierre Nourry se construit moins en filiation avec les premières manifestations de jazz noir, découvertes par ses aînés vers 1919, qu'en réaction à un jazz blanc prépondérant.
Appelé à rejoindre la Marine nationale française pour son service militaire, Pierre Nourry tourne la page du Hot Club, devenu une entreprise lucrative. En 1940, Pierre Nourry, officier de Marine, part pour l’Algérie.
À l'issue de la Seconde Guerre mondiale, Pierre Nourry devient directeur des usines de teinturerie C.Sander créées en 1879 rue de la Canteraine à Haubourdin. L'usine était spécialisé dans l'ennoblissement du lin (le blanchiment et l'apprêt de fil, toile, linge de table et de toilette)L'usine a été reprise en 1962 par le groupe Blanchisserie et teinturerie de Thaon, puis a fermé définitivement en 1988.

### Le Tramway du Mont Blanc

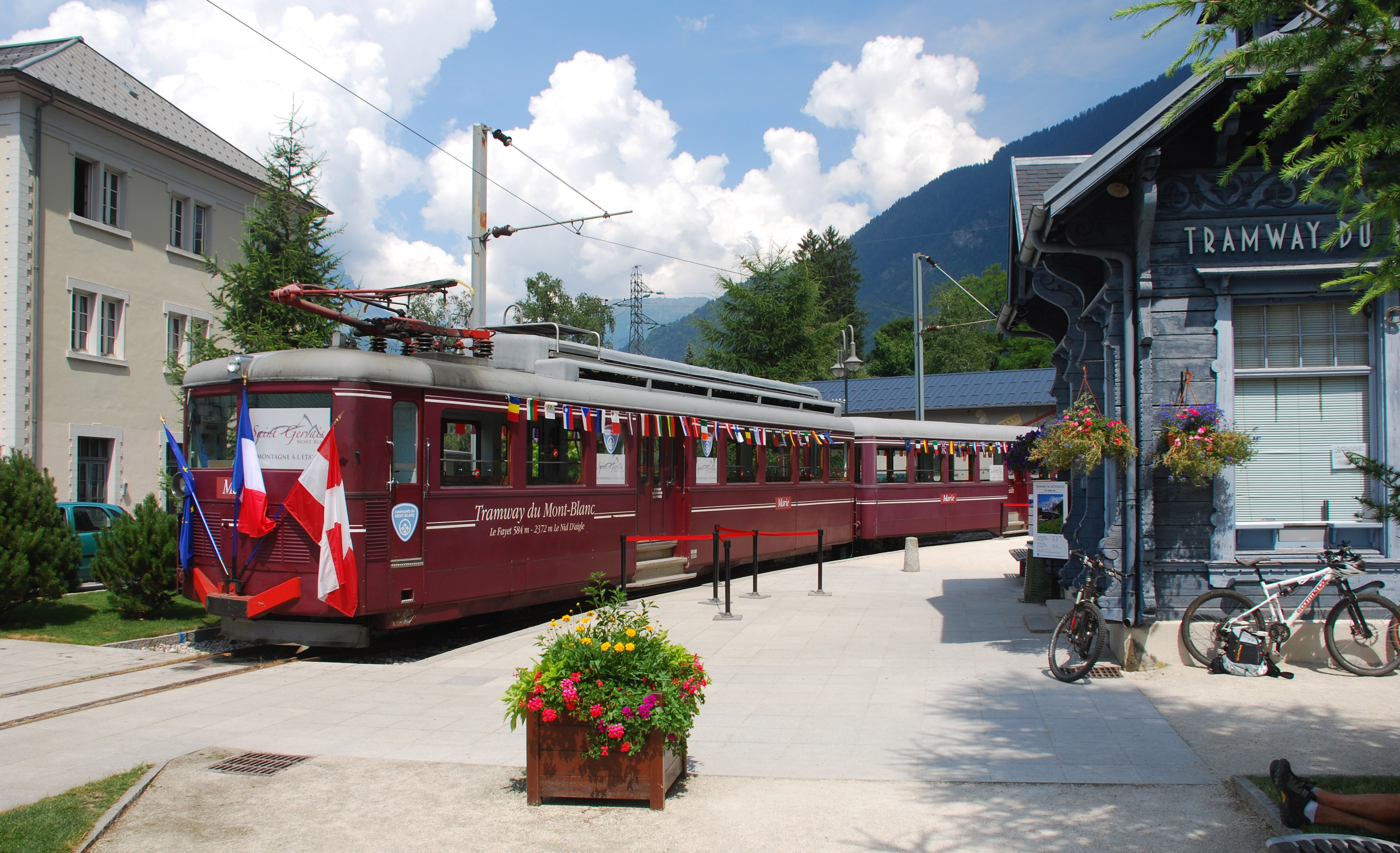
La rame « Marie » au Fayet.

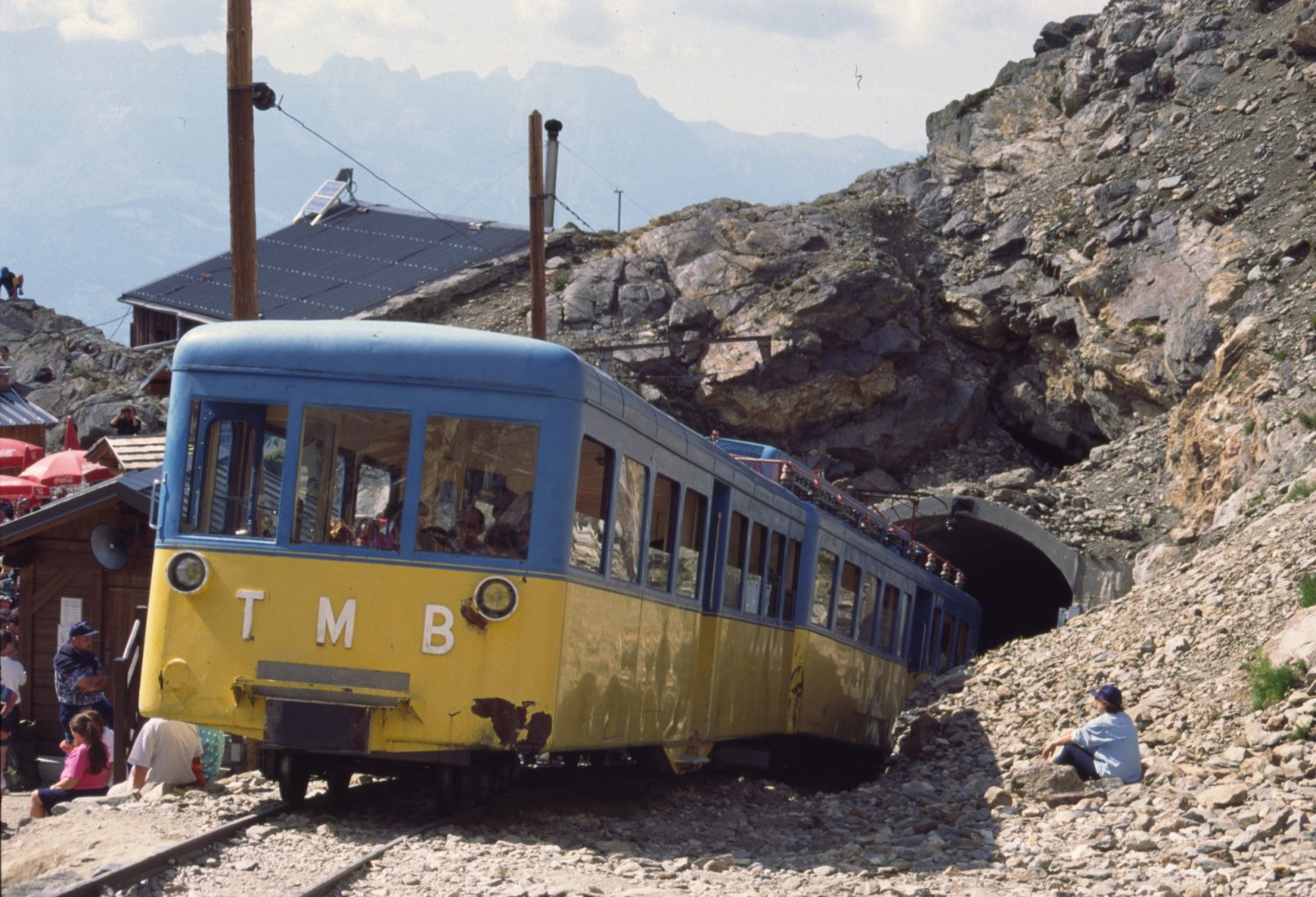
La rame « Anne » (livrée d'origine) au Nid d'Aigle en 1996, alors terminus provisoire.

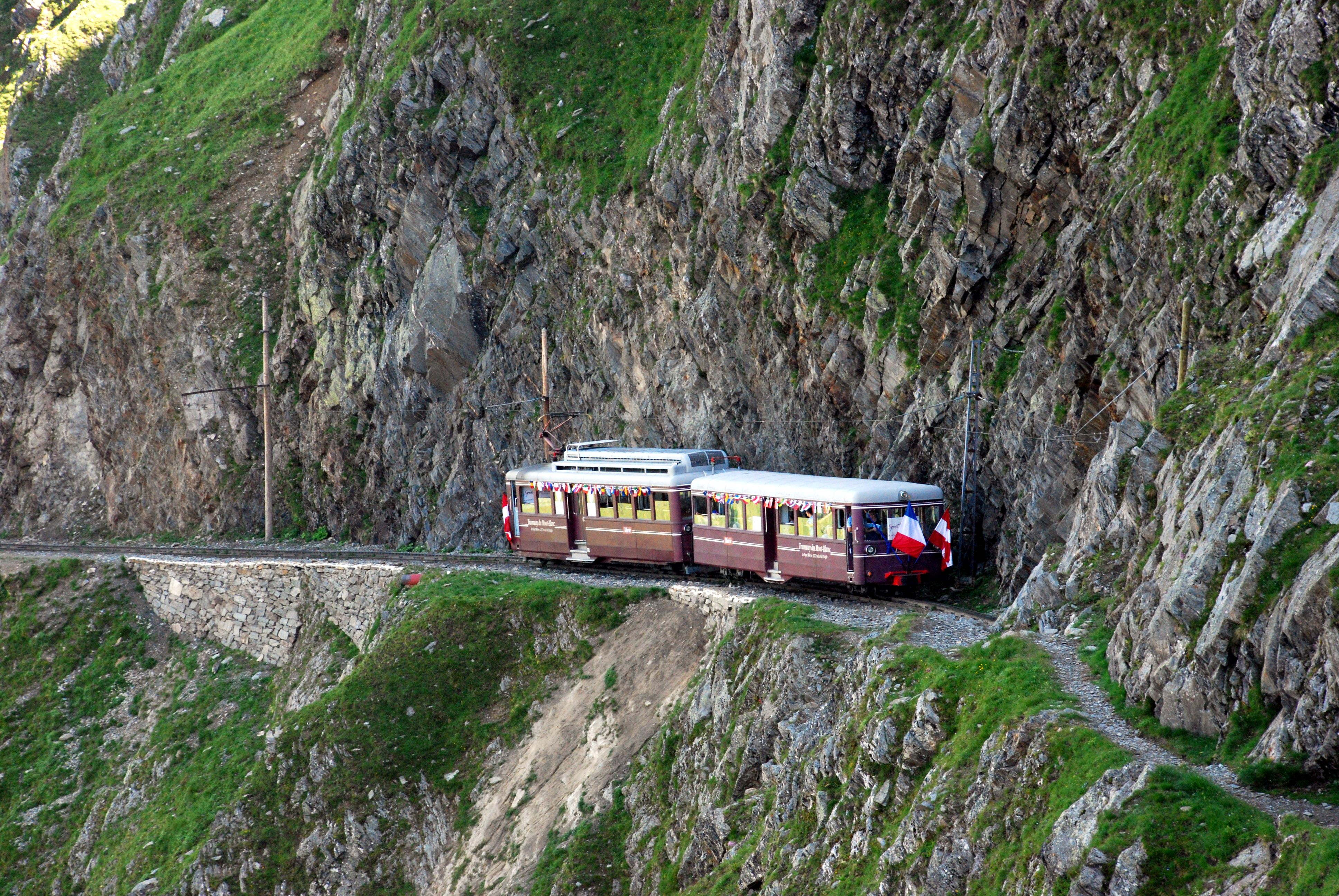
La rame « Jeanne » dans le secteur des Rognes.

En 1950, il se donne un nouvel objectif en Haute-Savoie où il rachète le grand hôtel du Col de Voza construit à l'occasion des Jeux olympiques d'hiver de 1924. Cet hôtel, situé à 1 653 mètres d’altitude appartenait à la « Société auxiliaire du Mont-Blanc » (SAMB) et n'était accessible que par le Tramway du Mont-Blanc (TMB).
Le 4 août 1955, Pierre Nourry contribue à augmenter le capital social de la Compagnie du TMB et son apport lui permet d'acquérir 90% d'actions de l’entreprise qui devient la « Société nouvelle du Tramway du Mont-Blanc » dont il devient le directeur. Il engage un ambitieux projet de modernisation cofinancé public/privé. Les anciennes locomotives à vapeur doivent être remplacées par quatre rames composées d'une motrice et d'une remorque, chaque nouvelle automotrice portant le prénom de l'une de ses quatre filles : Marie, Anne, Jeanne et Marguerite. Elles devaient être placées sur la voie dans le même ordre de naissance. Par manque de moyens, il regretta de ne pouvoir acquérir la quatrième automotrice pour lui donner le prénom de la plus jeune de ses filles, Marguerite. La 4e automotrice Stadler sera finalement livrée au dépôt du Fayet le 28 novembre 2022 et mise en service le 17 décembre 2022, quelques mois après le décès de Marguerite Nourry.
La modernisation des équipements dure deux ans. Le nouveau service en traction électrique débute le 2 juin 1957, et la nouvelle exploitation est inaugurée le 4 août 1957, en présence du ministre des Travaux publics et des Transports, Édouard Bonnefous, des élus du département de la Haute-Savoie, et des relations de Pierre Nourry, parmi lesquelles certains amis du Hot Club.

### Martinique
En 1966, Pierre Nourry, capitaine de corvette dans la réserve, est chargé de tenter de sauver une importante distillerie en péril à Sainte-Marie, commune située dans le département de la Martinique. Il devient fondé de pouvoir des Rhum Saint-James.
Des souvenirs de son séjour sur l'île, il rédige en 1967, l'ouvrage À la Martinique, Ant'Isle de l'Amérique, préfacé par Henry Lémery ancien sénateur de La Martinique, et qu'il publie chez Plon. Cet ouvrage reçoit en 1968 le prix Broquette-Gonin de littérature de l'Académie française « destiné à récompenser l'auteur d'un ouvrage philosophique, politique ou littéraire jugé susceptible d'inspirer l'amour du vrai, du beau et du bien ».

### Mort
Pierre Nourry meurt le 25 septembre 1991 à Bernay dans le département de l'Eure à l’âge de 79 ans,. Il est enterré à Saint-Aubin-sur-Mer en Seine-Maritime.

## Décorations
Pierre Nourry est nommé au grade de chevalier dans l'ordre national de la Légion d'honneur et titulaire de plusieurs décorations civiles et militaires.

## Hommage
Du 24 août au 3 septembre 2023, le Domaine des Roches à Dieppe accueille l'exposition " Hommage à Thérèse Nourry Sander et Pierre Noury " organisée par Marie Asselin de Williencourt. Cette exposition est articulée autour des trois thèmes :  le Hot Club de France, le Tramway du Mont Blanc et La Martinique.

## Publications
- À la Martinique, Ant'Isle de l'Amérique, 1967, Éditions d'histoire et d'art, Plon (Paris,) Préface de Henry Lémery ancien sénateur de La Martinique[17].
Ce livre a reçu en 1968 le prix Broquette-Gonin de littérature de l'Académie française « destiné à récompenser l'auteur d'un ouvrage philosophique, politique ou littéraire jugé susceptible d'inspirer l'amour du vrai, du beau et du bien ». https://gallica.bnf.fr/ark:/12148/bpt6k3349635g
- Et toutes ces choses reprendront vie [Choix de lettres.], 1969, monographie imprimée par l'auteur, le Marais (59-Haubourdin) https://gallica.bnf.fr/ark:/12148/bpt6k3382205w.texteImage#
- MINIMES II, 1974

## Pour approfondir